# Ríolobos
Ríolobos är en ort i Spanien.   Den ligger i provinsen Provincia de Cáceres och regionen Extremadura, i den centrala delen av landet, 230 km väster om huvudstaden Madrid. Ríolobos ligger 269 meter över havet och antalet invånare är 1 330.
Terrängen runt Ríolobos är platt åt nordväst, men åt sydost är den kuperad. Runt Ríolobos är det glesbefolkat, med 15 invånare per kvadratkilometer. Närmaste större samhälle är Montehermoso, 19,0 km norr om Ríolobos. Omgivningarna runt Ríolobos är huvudsakligen savann.